# Филмографија Бруса Вилиса
Брус Вилис је амерички глумац који је своју каријеру започео 1980. године непотписаном улогом у филму Први смртни грех. Након што је гостовао у епизоди Пороци Мајамија 1984. године, појавио се у првој епизоди римејка серије Зоне сумрака 1985. године. Брус је стекао међународну славу глумећи у Еј-Би-Си-јевој хумористичко-драмској серији Случајни партнери (1985–1989), за коју је добио три номинације за Златни глобус за најбољег глумца – телевизијска серија мјузикл или комедија и две номинације за Еми за програм у ударном термину за најбољег главног глумца у драмској серији. Године 1988, глумио је Џона Меклејна у Умри мушки (1988), филму који је изнедрио четири наставка који су му донели међународно признање у улози акционог хероја.
У наредним годинама, Брус је позајмио глас за видео-игрицу Апокалипса (1998), комедију Погледај ко говори (1989) и њен наставак Погледај ко говори 2 (1990). Године 1991, осмислио је причу за филм Хадсон Хоук, глумио је Боа Вајнберга у остварењу Били Батгејт и појавио се у филму Последњи скаут заједно са Дејмоном Вејансом. Ова улога донела му је две номинације за МТВ награде: МТВ филмску награду за најбољи дуо на екрану и награду за најбољу акциону секвенцу. Уследиле су улоге на филмовима као што су Петпарачке приче (1994), 12 мајмуна (1995), Последњи осветник (1996), Пети елемент (1997) и Армагедон (1998) који су добро прихваћени код публике и критике. Године 1999, Брус је глумио је др Малколма Кроуа у хваљеном филму Шесто чуло, који је освојио шест номинација за Оскара, два Златна глобуса, четири Бафте и Награду Удружења филмских глумаца за најбољег глумца у споредној улози. Његово гостовање у серији Пријатељи 2000. године, донело му је трећу номинацију за Еми, овог пута за најбољег гостујућег глумца у хумористичној серији. Након што се појавио у Граду греха (2005) и дао глас главном лику у анимираном филму Преко ограде (2006), глумио је у акционој комедији Ред и као камео у акцији Плаћеници, оба остварења из 2010. године.
До 2010-их, Вилис је почео да глуми у филмовима дистрибуираним ван биоскопа, у такозваном директно на видео формату (енгл. Direct-to-video), који су углавном добили негативне критике од критичара и филмских гледалаца. Новинарка из Њујорк тајмса, Елизабет Винсентели, је анализирала неколико његових филмова и открила да им генерално недостаје суштина са акционим секвенцама које су замениле „сваке покушаје да се смисли пристојан заплет“. Такође, Брус Вилис се у филмовима појављивао у просеку 15 минута.
Брус је такође глумио у филмовима Краљевство излазећег месеца, Плаћеници 2 и Убица из будућности из 2012. године. Године 2013. појавио се као насловни лик у научнофантастичној акцији Џи Ај Џо: Одмазда и водио је скеч емисију Уживо суботом увече. Брус је такође познат по сарадњи са писцем и редитељем М. Најтом Шјамаланом у неколико његових филмова, укључујући трилогију Несаломиви која се састоји од филмова Несаломљиви (2000), Подељен (2016) и Глас (2019).
У марту 2022. године, Вилисова породица је објавила да се повлачи из глуме након што му је дијагностикована фронтотемпорална деменција. У својој филмској каријери, Брус је глумио у филмовима који су зарадили преко пет милијарди долара широм света, што га чини једним од глумаца са највећом зарадом на свету.

## Филмографија
| Год.  | Филм                                | Улога                  | Напомена                                    | Реф.          |
| ----- | ----------------------------------- | ---------------------- | ------------------------------------------- | ------------- |
| 1980. | Први смртни грех                    | Човек улази у ресторан | непотписан                                  | [ 12 ]        |
| 1981. | Принц града                         |                        | непотписан                                  | [ 13 ] [ 14 ] |
| 1982. | Пресуда                             | Посматрач у судници    | непотписан                                  | [ 15 ]        |
| 1987. | Састанак са непознатом              | Волтер Дејвис          |                                             | [ 16 ]        |
| 1988. | Залазак сунца                       | Том Микс               |                                             | [ 17 ]        |
| 1988. | Умри мушки                          | Џон Меклејн            |                                             | [ 18 ]        |
| 1989. | Ветерани                            | Емит Смит              |                                             | [ 19 ]        |
| 1989. | Гле ко то говори                    | Мајки                  | гласовна улога                              | [ 20 ]        |
| 1990. | Умри мушки 2                        | Џон Маклејн            |                                             | [ 21 ]        |
| 1990. | Гле ко то говори 2                  | Мајки                  | гласовна улога                              | [ 22 ]        |
| 1990. | Ватромет таштине                    | Peter Fallow           |                                             | [ 23 ]        |
| 1991. | Смртне мисли                        | Џејмс Урбански         |                                             | [ 24 ]        |
| 1991. | Хадсон Хоук                         | Хадсон Хоук            | такође наведен и „по причи”                 | [ 25 ]        |
| 1991. | Били Батгејт                        | Бо Вајнберг            |                                             | [ 26 ]        |
| 1991. | Последњи скаут                      | Џо Халенбек            |                                             | [ 27 ]        |
| 1992. | Играч                               | себе                   | камео                                       | [ 28 ]        |
| 1992. | Смрт јој добро пристаје             | др Ернест Менвил       |                                             | [ 29 ]        |
| 1993. | Бесмртно оружје 1                   | Џон Меклејн            | непотписан                                  | [ 30 ]        |
| 1993. | Смртоносна раздаљина                | Том Харди              |                                             | [ 31 ]        |
| 1994. | Петпарачке приче                    | Буч Кулиџ              |                                             | [ 32 ]        |
| 1994. | Север                               | Наратор                |                                             | [ 33 ]        |
| 1994. | Боја ноћи                           | др Бил Капа            |                                             | [ 34 ]        |
| 1994. | Ничија будала                       | Карл Роубак            |                                             | [ 35 ]        |
| 1995. | Умри мушки са осветом               | Џон Меклејн            |                                             | [ 36 ]        |
| 1995. | Четири собе                         | Лео                    | непотписан; сегмент Човек из Холивуда       | [ 37 ]        |
| 1995. | 12 мајмуна                          | Џејмс Кол              |                                             | [ 38 ]        |
| 1996. | Последњи осветник                   | Џон Смит               |                                             | [ 39 ]        |
| 1996. | Бивис и Батхед освајају Америку     | Мади Грајмс            | гласовна улога                              | [ 40 ]        |
| 1997. | Пети елемент                        | Корбен Далас           |                                             | [ 41 ]        |
| 1997. | Шакал                               | Шакал                  |                                             | [ 42 ]        |
| 1997. | Broadway Brawler                    | Еди Капински           | такође продуцент                            | [ 43 ] [ 44 ] |
| 1998. | Излазак Меркура                     | Арт Џефрис             |                                             | [ 45 ]        |
| 1998. | Армагедон                           | Хари С. Стампер        |                                             | [ 46 ]        |
| 1998. | Опсада (филм)                       | генерал Вилијам Деверо |                                             | [ 47 ]        |
| 1999. | Доручак шампиона                    | Двејн Хувер            |                                             | [ 48 ]        |
| 1999. | Шесто чуло (филм)                   | др Малком Кроу         |                                             | [ 49 ]        |
| 1999. | Прича о нама                        | Бен Џордан             |                                             | [ 50 ]        |
| 2000. | Убица меког срца                    | Џими Тудески           |                                             | [ 51 ]        |
| 2000. | Дечак (филм)                        | Рас Дуриц              |                                             | [ 52 ]        |
| 2000. | Несаломиви                          | Дејвид Дан             |                                             | [ 53 ]        |
| 2001. | Бандити                             | Џо Блејк               |                                             | [ 54 ]        |
| 2002. | Хартов рат                          | Пуковник Макнамара     |                                             | [ 55 ]        |
| 2002. | Велики шампион                      | Господин Бландфорд     |                                             | [ 56 ]        |
| 2002. | Ловац на крокодиле                  | Н/Д                    | извршни продуцент                           | [ 57 ]        |
| 2003. | Јецаји сунца                        | Поручник А. К. Вотерс  |                                             | [ 58 ]        |
| 2003. | Клинци у дивљини                    | Спајк                  | гласовна улога                              | [ 59 ]        |
| 2003. | Чарлијеви анђели: Гас до даске      | Вилијам Роуз Бејли     | непотписан                                  | [ 60 ]        |
| 2004. | Повратак убице меког срца           | Џими Тудески           |                                             | [ 61 ]        |
| 2004. | Поново у игри                       | себе                   | камео                                       | [ 62 ]        |
| 2005. | Талац                               | Џефри Тали             | такође продуцент                            | [ 63 ]        |
| 2005. | Град греха                          | Џон Хартиган           | сегмент Жуто копиле                         | [ 64 ]        |
| 2006. | Алфа мужјак                         | Сони Трулов            |                                             | [ 65 ]        |
| 2006. | Срећни број Слевин                  | Господин Гудкат        |                                             | [ 66 ]        |
| 2006. | 16 блокова                          | Џек Мозли              |                                             | [ 67 ]        |
| 2006. | Преко ограде                        | Ар Џеј                 | гласовна улога                              | [ 68 ]        |
| 2006. | Нација брзе хране                   | Хери Рајдел            |                                             | [ 69 ]        |
| 2006. | Фармер космонаут                    | Даг Мастерсон          | непотписан                                  | [ 70 ]        |
| 2006. | Hammy's Boomerang Adventure         | Ар Џеј                 | гласовна улога; кратки филм                 | [ 71 ]        |
| 2006. | The Hip Hop Project                 | себе                   | такође извршни продуцент; документарни филм | [ 72 ]        |
| 2007. | Савршени странац                    | Харисон Хил            |                                             | [ 73 ]        |
| 2007. | Планета терора                      | Позорник Мулдун        |                                             | [ 74 ]        |
| 2007. | Умри мушки 4                        | Џон Маклејн            |                                             | [ 75 ]        |
| 2007. | Ненси Дру                           | себе                   | непотписан камео                            | [ 76 ]        |
| 2008. | Атентат на председника средње школе | Киркпатрик             | директно на видео                           | [ 77 ]        |
| 2008. | Шта се управо догодило?             | себе                   |                                             | [ 78 ]        |
| 2009. | Сурогати                            | Том Грир               |                                             | [ 79 ]        |
| 2010. | Два пандура                         | Џими Монро             |                                             | [ 80 ]        |
| 2010. | Плаћеници                           | Господин Черч          | непотписан камео                            | [ 81 ]        |
| 2010. | Ред                                 | Френк Мозис            |                                             | [ 82 ]        |
| 2011. | The Black Mamba                     | Mr. Suave              | кратки филм                                 | [ 83 ]        |
| 2011. | Намештаљка                          | Бигс                   | директно на видео                           | [ 84 ]        |
| 2011. | Калибар .44                         | Мел                    | директно на видео                           | [ 85 ]        |
| 2012. | Уложи на фаворита                   | Динк Хајмовиц          |                                             | [ 86 ]        |
| 2012. | Хладна светлост дана                | Мартин Шо              |                                             | [ 87 ]        |
| 2012. | Краљевство излазећег месеца         | Капетан Шарп           |                                             | [ 88 ]        |
| 2012. | Плаћеници 2                         | Господин Черч          |                                             | [ 89 ]        |
| 2012. | Убица из будућности                 | Олд Џој                |                                             | [ 90 ]        |
| 2012. | Ватра са ватром                     | Мајкл                  | директно на видео                           | [ 91 ]        |
| 2013. | Умри мушки 5                        | Џон Маклејн            |                                             | [ 92 ]        |
| 2013. | Џи Ај Џо: Одмазда                   | Генерал Џозеф Колтон   |                                             | [ 93 ]        |
| 2013. | Ред 2                               | Френк Мозис            |                                             | [ 94 ]        |
| 2014. | Град греха: Убиства вредна          | Џон Хартиган           |                                             | [ 95 ]        |
| 2014. | Принц                               | Омар                   | директно на видео                           | [ 96 ]        |
| 2015. | Порок                               | Џилијан Мајклс         | директно на видео                           | [ 97 ]        |
| 2015. | Уздрмај Касбах                      | Бомбај Брајан          |                                             | [ 98 ]        |
| 2015. | Спасавање                           | Леонард Тернер         | директно на видео                           | [ 99 ]        |
| 2016. | Драгоцени терет                     | Еди                    | директно на видео                           | [ 100 ]       |
| 2016. | Кеш и метак                         | Џефри Хјуберт          | директно на видео                           | [ 101 ]       |
| 2016. | Подељен                             | Дејвид Дан             | непотписан камео                            | [ 102 ]       |
| 2017. | Било једном у Венецији              | Стив Форд              | директно на видео                           | [ 103 ]       |
| 2017. | Прво убиство                        | Марвин Хауел           | директно на видео                           | [ 104 ]       |
| 2018. | Закон насиља                        | детектив Џејмс Ејвери  | директно на видео                           | [ 105 ]       |
| 2018. | Смртоносна жеља                     | Пол Керси              |                                             | [ 106 ]       |
| 2018. | Одмазда                             | Џејмс                  | директно на видео                           | [ 107 ]       |
| 2018. | Ваздушни напад                      | Џек Џонсон             | директно на видео                           | [ 108 ]       |
| 2019. | Глас                                | David Dunn             |                                             | [ 109 ]       |
| 2019. | Лего филм 2                         | себе                   | камео                                       | [ 110 ]       |
| 2019. | Сва сирочад Бруклина                | Френк Мина             |                                             | [ 111 ]       |
| 2019. | Између два дрвета папрати: Филм     | себе                   | камео (архивски снимак)                     | [ 112 ]       |
| 2019. | 10 изгубљених минута                | Рекс                   | директно на видео                           | [ 113 ]       |
| 2019. | Trauma Center                       | Стив Веикс             | директно на видео                           | [ 114 ]       |
| 2020. | Преживети ноћ                       | Френк Кларк            | директно на видео                           | [ 115 ]       |
| 2020. | Незгодна мета                       | Донован Чалмерс        | директно на видео                           | [ 116 ]       |
| 2020. | Пробај                              | Клеј Јанг              | директно на видео                           | [ 117 ]       |
| 2021. | Космички грех                       | Џејмс Форд             | директно на видео                           | [ 118 ]       |
| 2021. | Изван смрти                         | Џек Харис              | директно на видео                           | [ 119 ]       |
| 2021. | Трагом убице                        | Карл Хелтер            | директно на видео                           | [ 120 ]       |
| 2021. | Преживети игру                      | Дејвид Вотсон          | директно на видео                           | [ 121 ]       |
| 2021. | Apex                                | Томас Малон            | директно на видео                           | [ 122 ]       |
| 2021. | Deadlock                            | Рон                    | директно на видео                           | [ 123 ]       |
| 2021. | Fortress                            | Роберт Мајклс          | директно на видео                           | [ 124 ]       |
| 2022. | Америчка опсада                     | Бен Вотс               | директно на видео                           | [ 125 ]       |
| 2022. | Gasoline Alley                      | детектив Бил Фриман    | директно на видео                           | [ 126 ]       |
| 2022. | A Day to Die                        | Олстон                 | директно на видео                           | [ 127 ]       |
| 2022. | Corrective Measures                 | Џулијус Лоуб           | директно на видео                           | [ 128 ]       |
| 2022. | Fortress: Sniper's Eye              | Роберт Мајклс          | директно на видео                           | [ 129 ]       |
| 2022. | Vendetta                            | Дони Фетер             | директно на видео                           | [ 130 ]       |
| 2022. | Последњи задатак                    | Арнолд Соломон         | директно на видео                           | [ 131 ]       |
| 2022. | Wrong Place                         | Френк Ричардс          | директно на видео                           | [ 132 ]       |
| 2022. | Соба за надзор                      | Шејн Милер             | директно на видео                           | [ 133 ]       |
| 2022. | Детектив Најт: Одметник             | детектив Џејмс Најт    | директно на видео                           | [ 134 ]       |
| 2022. | Рајски град                         | Ијан Свон              | директно на видео                           | [ 135 ]       |
| 2022. | Детектив Најт: Искупљење            | детектив Џејмс Најт    | директно на видео                           | [ 136 ]       |
| 2023. | Detective Knight: Independence      | детектив Џејмс Најт    | директно на видео                           | [ 137 ]       |
| 2023. | Assassin                            | Валмора                | директно на видео; последња филмска улога   | [ 138 ]       |

## Телевизија
| Год.        | Наслов                                    | Ангажмана | Ангажмана  | Ангажмана      | Напомена                                       | Реф.    |
| Год.        | Наслов                                    | Глума     | Продукција | Улога          | Напомена                                       | Реф.    |
| ----------- | ----------------------------------------- | --------- | ---------- | -------------- | ---------------------------------------------- | ------- |
| 1980.       | A Guru Comes                              | Да        | Не         |                | непотписан; телевизијски филм                  | [ 139 ] |
| 1984.       | Пороци Мајамија                           | Да        | Не         | Томи Амато     | епизода No Exit                                | [ 140 ] |
| 1985–1989   | Случајни партнери                         | Да        | Не         | Дејвид Адисон  | главна улога                                   | [ 141 ] |
| 1985.       | Зона сумрака                              | Да        | Не         | Питер          | сегмент Shatterday                             | [ 142 ] |
| 1987.       | The Return of Bruno                       | Да        | извршни    | Бруно Радолини | такође писац; телевизијски филм                | [ 143 ] |
| 1989.       | Роузен                                    | Да        | Не         | себе           | непотписан камео; епизода Dear Mom and Dad     | [ 144 ] |
| 1989; 2013. | Суботом увече уживо                       | Да        | Не         | себе           | домаћин; две епизоде                           | [ 145 ] |
| 1996–1997.  | Bruno the Kid                             | Да        | извршни    | Бруно          | главна гласовна улога                          | [ 146 ] |
| 1997.       | Луд за тобом                              | Да        | Не         | себе           | епизода The Birth Part 2                       | [ 147 ] |
| 1999.       | Али Мекбил                                | Да        | Не         | доктор Н.      | епизода Love Unlimited                         | [ 148 ] |
| 2000.       | Пријатељи                                 | Да        | Не         | Пол Стивенс    | три епизоде                                    | [ 149 ] |
| 2004.       | Touching Evil                             | Не        | извршни    | Н/Д            | 12 епизода                                     | [ 150 ] |
| 2005.       | Веселе седамдесете                        | Да        | Не         | Вик            | епизода Misfire                                | [ 151 ] |
| 2018        | Comedy Central Roast                      | Да        | Не         | себе           | телевизијски специјал                          | [ 152 ] |
| 2018        | Bumping Mics with Jeff Ross & Dave Attell | Да        | Не         | себе           | епизода Friday                                 | [ 153 ] |
| 2019.       | Орвил                                     | Да        | Не         | Груган         | непотписана гласовна улога; епизода Deflectors | [ 154 ] |

## Бродвеј
| Год.             | Наслов                   | Улога      | Напомена                                                       | Реф.                            |
| ---------------- | ------------------------ | ---------- | -------------------------------------------------------------- | ------------------------------- |
| 1984–1985; 1997. | Fool for Love            | Еди        | заменик глумца (прва верзија) такође продуцент (друга верзија) | [ 155 ] [ 156 ] [ 157 ] [ 158 ] |
| 2002.            | True West                | Ли         | такође извршни продуцент снимљена бродвејска представа         | [ 159 ] [ 160 ]                 |
| 2015–2016.       | Misery                   | Пол Шелдон | 102 представе                                                  | [ 161 ] [ 162 ]                 |
| 2017.            | Must                     | Н/Д        | продуцент                                                      | [ 163 ] [ 164 ]                 |
| 2021.            | My Mother's Severed Head | Н/Д        | продуцент                                                      | [ 165 ] [ 166 ]                 |

## Други медији
| Год. | Наслов            | Улога         | Напомена                       | Реф.    |
| ---- | ----------------- | ------------- | ------------------------------ | ------- |
| 1998 | The Fifth Element | Korben Dallas | видео игрица глас и изглед     | [ 167 ] |
| 1998 | Apocalypse        | Trey Kincaid  | видео игрица глас и изглед     | [ 168 ] |
| 2010 | Stylo             | Assassin      | музички видео за бенд Gorillaz | [ 169 ] |